# Саут Сос Палос (Калифорнија)
Саут Сос Палос (енгл. South Dos Palos) насељено је место без административног статуса у америчкој савезној држави Калифорнија.

## Демографија
По попису из 2010. године број становника је 1.620, што је 235 (17,0%) становника више него 2000. године.
| Група             | 2000.         | 2010.         |
| Белци             | 97 (7,0%)     | 172 (10,6%)   |
| Афроамериканци    | 222 (16,0%)   | 135 (8,3%)    |
| Азијати           | 0 (0,0%)      | 36 (2,2%)     |
| Хиспаноамериканци | 1.027 (74,2%) | 1.262 (77,9%) |
| Укупно            | 1.385         | 1.620         |